# Северокавказские языки
Северокавка́зская семья́ (также «севернокавказская») — гипотетическая языковая семья, предложенная Н. С. Трубецким в 1920-х годах. Под этим названием объединяются две языковых семьи: абхазо-адыгская и нахско-дагестанская.
Языки данной гипотетической семьи распространены на Северном Кавказе, а также в многочисленной диаспоре в остальных странах Европы и на Ближнем Востоке. В неё входят более 40 живых, один недавно вымерший (убыхский) и один древний письменный агванский языки.
Ранее предполагалось, что северокавказская семья вместе с картвельскими языками образует так называемую «иберийско-кавказскую» общность, однако ныне эта точка зрения отвергнута практически всеми лингвистами. Наличие ряда общих черт между указанными семьями языков сейчас принято объяснять длительным тесным контактом, что позволяет говорить о кавказском языковом союзе.
Гипотеза отвергается многими языковедами и кавказоведами. Г. А. Климов считал необоснованной идею Н. С. Трубецкого о родстве северокавказских языков, выступая с критикой работ С. А. Старостина по северокавказской реконструкции.

## Гипотезы о родстве

### Ранние представления
Путешественник Иоганн Гюльденштедт, собравший переводы нескольких сотен слов на языки Кавказа во время своей экспедиции по региону в 1770—1773 годах, впоследствии описал эти языки как «диалекты», разделённые на четыре группы: абхазо-адыгские, дагестанские, картвельские и нахские. Каждая из групп, по его мнению, происходила из отдельного праязыка. Филолог Юлиус Клапрот в своих работах отмечал большое сходство между нахскими и дагестанскими языками, а также «сходство, напоминающее семью» этих двух групп с абхазо-адыгскими языками. Востоковед Марий Броссе в своей грамматике грузинского, опубликованной в 1834 году, причислил его к индоиранской группе языков. Эта идея была впоследствии поддержана лингвистом Францем Боппом.
Филолог Фридрих Макс Мюллер в 1854 году предлагал поместить кавказские языки в «туранскую семью», схожую с урало-алтайской макросемьёй, предложенной позднее другими учёными. В 1890-х годах лингвист Гуго Шухардт, изучавший эргативные конструкции в баскском и кавказских языках, предположил, что они могут быть родственны между собой. Лингвист Адольф Дирр в своём обзоре кавказских языков, вышедшем в 1928 году, разделил их на три группы и предположил, что для заявлений о более глубоком родстве между этими группами недостаточно данных. Лингвист Пётр Услар, первый учёный, занимавшийся детальным изучением языков Кавказа, впервые высказал идею о родстве между ними, в своём письме от 1864 года причислив абхазо-адыгские, картвельские и нахско-дагестанские языки к одной семье. Впоследствии, однако, он сомневался в этой идее, ссылаясь на них как на три отдельные группы.
Николай Трубецкой, работавший на Кавказе в 1910-х годах, обратив внимание на структурные сходства и изоглоссы между абхазо-адыгскими и нахско-дагестанскими языками, выдвинул гипотезу об их родстве, предположив, что они представляют собой две ветви общей северокавказской семьи

### Гипотеза Старостина

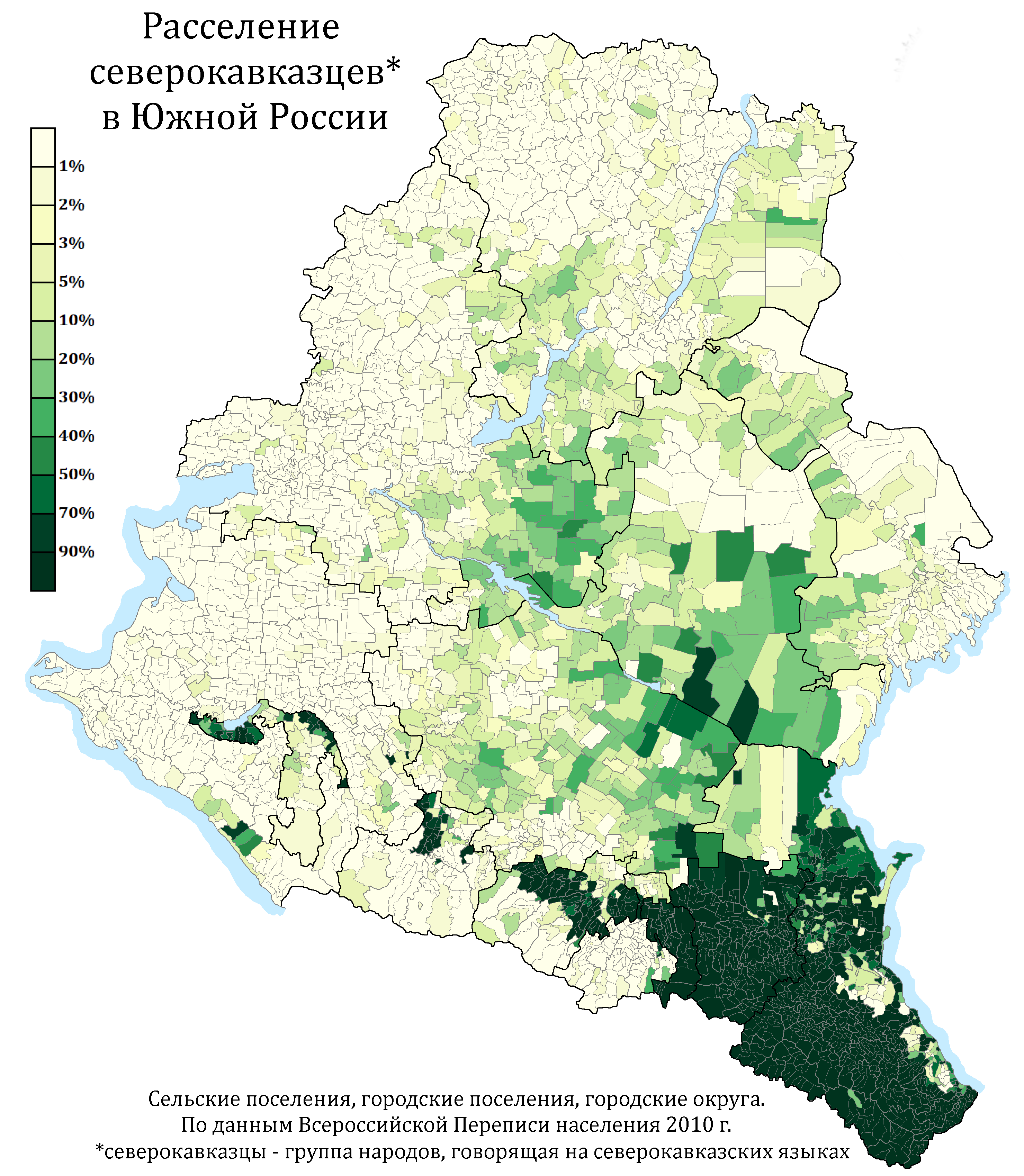
Расселение северокавказцев в ЮФО и СКФО по городским и сельским поселениям в %, перепись 2010 г.

Некоторые совпадения между языками на уровне лексики были отмечены давно, но лишь в конце XX века появились первые попытки научно это обосновать, в частности С. А. Старостиным. Возглавляемая им группа лингвистов предложила следующую датировку:
- распад сино-кавказской макросемьи произошёл в 8-м тысячелетии до н. э.;
- распад северокавказской семьи на нахско-дагестанские и абхазо-адыгские языки произошёл примерно в середине 6-го или начале 5-го тысячелетия до н. э.

С. А. Старостин полагал, что абхазо-адыгские языки родственны мёртвому хаттскому языку, а нахско-дагестанские языки — хуррито-урартским языкам.
По мнению В. А. Дыбо, на языках северокавказской языковой семьи говорили носители следующих археологических культур:
культура Старчево-Криш, культура Кёрёш, культура Караново, культура линейно-ленточной керамики, железовская культура (Восточная Австрия), культура Альфёльд (от Мароша и вдоль Тисы достигает Восточной Словакии), культура Бюкка (буковогорская, вдоль Верхней Тисы в горах Бюкка в Северной Венгрии и в Восточной Словакии), культура Тисы (бассейн Тисы), культура накольчато-ленточной керамики, трипольская культура, культура Боян, буго-днестровская культура.
Северокавказская семья, в свою очередь, включается в гипотетическую сино-кавказскую макросемью.

## Сравнение слов
| gloss   | Прото-Нахско-дагестанские[17] | Прото-Абхазо-адыгские[18] | Лезгинский   | Чеченский   | Черкесский |
| ------- | ----------------------------- | ------------------------- | ------------ | ----------- | ---------- |
| глаз    | *(b)ul, *(b)al                | *b-la                     | вил          | баьрг       | бла        |
| зуб     | *cVl-                         | *ca                       | сас          | царг        | цэ         |
| язык    | *maʒ-i                        | *bza                      | мез          | мотт        | бзэгу      |
| рука    | *kV, *kol-                    | *q’a                      | гъил         | кулг        | Iэ         |
| спина   | *-uqq’                        | *pxá                      | юкъ          | (б)укъ      | кIы(б)     |
| сердце  | *rVk’u / *Vrk’u               | *g°ə                      | р()икI       | (д)ог       | гу         |
| мясо    | *(CV)-(lV)ƛƛ’                 | *Lə                       | як           | (жи)жиг     | лы         |
| солнце  | *bVrVg                        | *dəɣa                     | рагъ         | малх(маргъ) | амра       |
| луна    | *baʒVr / *buʒVr               | *məʒa                     | варз         | бутт        | мазэ       |
| земля   | *(l)ončči                     | *č’ə-g°ə                  | ччил         | латта       | чIы        |
| вода    | *ɬɬin                         | *psə                      | чи           | хи          | псы        |
| огонь   | *c’ar(i), *c’ad(i)            | *məć’°a                   | цIа          | цIа         | амца       |
| пепел   | *rV-uqq’ / *rV-uƛƛ’           | *tq°a                     | (р)юкъ       | юкъ         | юрх        |
| дорога  | *-eqq’ / *-aqq’               | *məʕ°á                    | нукъ         | некъ        | гъогу      |
| имя     | *cc’Vr, *cc’Vri               | *(p’)c’a                  | тIвар (цIар) | цIе         | цIэ        |
| знать   | *(-)Vc’                       | *ć’a                      | чин          | хаа         | шIэн       |
| черный  | *alč’i- (*ʕalč’i-)            | *ć’°a                     | чIулов       | Ӏаьржа      | шIуцIэ     |
| круглый | *goRg / *gog-R-               |                           | къуркъа      | горга       | хъурай     |
| сухой   | *-aqq’(u) / *-uqq’            | *ʕ°ə́                      | къу(р)у      | (де)къа     | гъу(шъ)    |
| тонкий  | *(C)-uƛ’Vl-                   | *č’°a                     | уьшкӀуь      | (д)уьткъа   | псыгъуэ    |
| когда   | *mis-                         | *sə-tʰə; *śə-da           | мус          | маца        | маакьа     |
| один    | *cV (*cʕV ?)                  | *za                       | са           | цхьаъ       | зы         |